# Вилајет
Вилајет (тур. vilayet, од арап. ولاية‎ [] — „покрајина, област, земља”) је назив за управну јединицу у Османском царству и неким другим источњачким државама. Током историје, појам је означавао различите врсте административно-територијалних јединица, почевши од нижих управних јединица у оквиру санџака, које су у том облику постојале током 15. и 16. века, до највиших управних области које су створене након преуређења државне управе у 19. веку.
У време турских освајања, вилајетима су називане поједине освојене области које су у турски управни систем укључиване као затечене целине, задржавајући административну препознатљивост у оквиру санџака коме су прикључене. Тако је, на пример, новостворени Босански санџак (1463) обухватао: вилајет Павловића (дотадашња Земља Павловића), вилајет Ковачевића (дотадашња Земља Ковачевића), вилајет Херцег (освојени део Херцеговине Светог Саве), као и друге вилајете. Након учвршћивања турске власти, поједини вилајети су уздизани на степен санџака, те је тако на пример 1482. године вилајет Херцег издвојен из састава Босанског санџака и реорганизован као посебан Херцеговачки санџак.
Током касније историје, појам вилајет је почевши од 19. века употребљаван за означавале највеће административне јединице након реформе 1864. године. Раније се у ту сврху употребљавао термин ејалет. Вилајети су били подељени на санџаке (округе), а санџаци на нахије (жупе, кнежине). Србија није сачињавала посебни вилајет, као што је био случај са Босном. Гувернер вилајета називао се у прво време беглербег, а касније валија.
Беглербегове, односно валије постављао је и разрешавао султан. Они су у својим рукама имали војну и грађанску управу. У 19. веку извршене су измене како у територијалној подели на вилајете тако и у овлашћењима које је имао валија.
На основу закона о организацији вилајета од 1864. године и закона о општој управи вилајета од 1870. године извршено је одвајање војне и грађанске управе, па валија задржава само грађанску управу. Поред тога успостављају се посебне вилајетске скупштине (меџлиси) као саветодавна тела.
Све до аустроугарске анексије, 1908, Босна је била један од вилајета Османског царства.
Валија је могао бити по чину паша, бала, миримиран, ула евели, румбег, ферик или везир.

## Списак вилајета у Европи (1867—1922)
- Битољски вилајет
- Босански вилајет
- Дунавски вилајет
- Јањински вилајет
- Једренски вилајет
- Косовски вилајет
- Критски вилајет
- Призренски вилајет
- Скадарски вилајет
- Солунски вилајет
- Херцеговачки вилајет

## Галерија
- Политичка карта Балкана 1891.
- Административна подела Османског царства око 1900.
- Политичка карта Балкана 1910.